# Pylaisia extenta
Pylaisia extenta är en bladmossart som beskrevs av Georg Friedrich von Jaeger 1878. Pylaisia extenta ingår i släktet aspmossor, och familjen Hypnaceae. Inga underarter finns listade i Catalogue of Life.